# Thérapie génique de la rétine humaine
La thérapie génique de la rétine est prometteuse dans le traitement de différentes formes de cécité héréditaire et non héréditaire.
En thérapie génique de la rétine, les vecteurs les plus largement utilisés pour la délivrance de gènes oculaires sont basés sur le virus adéno-associé. Le grand avantage de l'utilisation du virus adéno-associé pour la thérapie génique est qu'il provoque des réponses immunitaires minimales et assure la médiation de l'expression transgénique à long terme dans une variété de types de cellules rétiniennes. Par exemple, les jonctions serrées qui forment la barrière hémato-rétinienne séparent l'espace sous-rétinien de l'approvisionnement en sang, offrant une protection contre les microbes et diminuant la plupart des dommages à médiation immunitaire.
- Rétine
- Thérapie génique
- Rétinite pigmentaire